# Buhrenboden
Das Naturschutzgebiet Buhrenboden befindet sich im Dinkelberg auf dem Gebiet der Gemeinde Rheinfelden (Baden) im Landkreis Lörrach.

## Kenndaten
Das Naturschutzgebiet wurde mit Verordnung des Regierungspräsidiums Freiburg vom 21. Mai 2001 ausgewiesen und hat eine Größe von  16,1133 Hektar. Es wird unter der Schutzgebietsnummer 3.259 geführt. Der CDDA-Code für das Naturschutzgebiet lautet 318264  und entspricht der WDPA-ID.

## Lage und Beschreibung
Das Naturschutzgebiet Buhrenboden befindet sich auf der Gemarkung des Rheinfeldener Stadtteils Eichsel und hat eine Gesamtgröße von rund 16 ha. Es beinhaltet lichte, wärmebegünstigte Laubwaldbestände mit dem einzigen natürlichen Vorkommen des Lorbeer-Seidelbastes in Baden-Württemberg. Es ist Lebensraum zahlreicher schonungsbedürftiger und zum Teil gefährdeter Pflanzenarten.

## Schutzzweck
Wesentlicher Schutzzweck des Naturschutzgebietes ist die Erhaltung und Entwicklung
- lichter wärmebegünstigter Laubwaldbestände mit dem einzigen natürlichen Vorkommen des Lorbeer-Seidelbastes in Baden-Württemberg;
- eines Trockendobels mit Hirschzungen-Vorkommen;
- gefährdeter Lebensräume trockenwarmer Standorte wie Magerrasen und Staudensäume;
- der Lebensräume zahlreicher schonungsbedürftiger und zum Teil gefährdeter Pflanzenarten.